# Додсли, Роберт
Роберт Додсли (англ. Robert Dodsley; 3 февраля 1703, Мансфилд (Великобритания) — 23 сентября 1764, Дарем) — английский книготорговец, издатель, поэт, драматург и прозаик.

## Биография
Родился в семье школьного учителя.
Сначала работал чулочнымй ткачом, затем был слугой, обратил на себя всеобщее внимание изданным им в 1732 г. (на собранные по подписке деньги) томиком стихотворений: «The Muse in livery, or the footman’s miscellany». После блестящего успеха драмы «The boy-shop», поставленной им, при содействии А. Поупа, одолжившего ему деньги, на сцене Королевского театра Ковент-Гарден (1735), Р. Додсли получил возможность открыть книжный магазин на Пэлл-Мэлл в Лондоне, вскоре превратившемся в одну из самых значительных английских издательских фирм XVIII века. 
Стал одним из ведущих издателей того времени. Одной из его первых публикаций был «Лондон» Сэмюэла Джонсона. 
Драматические сочинения Р. Додсли, собранные в сборник: «Miscellanies, or triffles in prose and verse» (1745, 2 изд., 1877), также пользовались успехом. Весьма любимы были в своё время его комедии: «The King and the miller of Mansfield» (1737) и «Sir John Cockle at court» (1738). 
Самое известное его произведение — трагедия «Cleone». Стихотворения Р. Додсли помещены в «Works of the English poets» (XV т., 1810). Ему принадлежит также «Economy of human life» (1750), которую долго приписывали лорду Честерфилду.

## Избранные издания
- «Select collections of old plays» (1744);
- «Collection of poems by several hands» (1748);
- «Fugitive pieces of Spencer, Cooper etc.» (1765);
- «The preceptor» (1748);
- «Public virtue» (1754).

Основал в 1758 г. «Annual register».